# Lojze Dolinar
Lojze Dolinar (Lubiana, 19 aprile 1893 – Icici, 9 settembre 1970) è stato uno scultore sloveno.

## Biografia
Dopo gli studi a Vienna e a Monaco di Baviera abbracciò lo stile impressionista, che nel corso del tempo abbandonò in favore del realismo. Nel 1917 venne mandato al fronte a Judenburg durante la prima guerra mondiale, poi nel 1920 trascorse alcuni mesi a New York e viaggiò in Italia e a Parigi. Visse per molti anni a Belgrado, dove insegnò all'Accademia delle arti.
Lavorò con legno, bronzo e pietra e realizzò ritratti, sculture monumentali, lapidi e busti di personaggi della vita pubblica e culturale, come ad esempio il monumento a Nikola Tesla. Collaborò con l'architetto Jože Plečnik e nel 1928 espose il suo Mosè in bronzo al Salon d'Automne di Parigi. Le sue sculture dinamiche sono caratterizzate dal contrasto tra la lavorazione ruvida e liscia dei materiali e le dimensioni sproporzionate del corpo.
Le sue opere furono tra le prime a essere acquistate dalla Galleria nazionale della Slovenia, tant'è che vennero esposte durante l'inaugurazione del museo stesso.